# Adhemar
Adhemar (* 24. April 1972 in Tatuí (São Paulo); eigentlich Ferreira de Camargo Neto) ist ein ehemaliger brasilianischer Fußballspieler.

## Werdegang

### Anfänge
Adhemar wuchs in relativ armen Verhältnissen in der brasilianischen Kleinstadt Tatuí auf. Er begann jedoch sehr spät mit dem Fußballspielen. Über seine Jugend sagt er selbst: „Jeden Tag Drogen (Koks) und ein Kasten Bier, das war mein Normalzustand“. Seinem Freund Ita verdankt er seinen Glauben und seinen Willen zum Fußballspielen. Dieser brachte ihn dazu, dass er nach seinem Entzug dem Fußballclub Estrella in São Paulo beitrat. Er spielte dort in der 5. Liga.
Mit dem EC São Bento nahm er 1996 in der drittklassigen Spielebene an der Staatsmeisterschaft von São Paulo teil, anschließend wechselte er zu AD São Caetano. Dort spielte er 1999 in der Série B. Als im folgenden Jahr aufgrund juristischer Auseinandersetzungen keine landesweite Meisterschaft im üblichen Modus gespielt wurde, sondern unter dem Titel Copa João Havelange der Meistertitel im Pokalmodus ermittelt wurde, erreichte er mit dem Klub die Endspiele gegen CR Vasco da Gama. Nach einem 1:1-Unentschieden im Hinspiel verpasste er nach einer 1:3-Rückspielniederlage den Titelgewinn in Brasilien.

### VfB Stuttgart, Brasilien und Asien
Am Ende der Winterpause der Saison 2000/01 verpflichtete der VfB Stuttgart den Brasilianer, der in seiner letzten Spielzeit in Brasilien 22 Tore erzielt hatte und am 18. Januar noch das Finalrückspiel in Brasilien bestritten hatte, für eine kolportierte Ablösesumme von 2,6 Millionen Euro. Der 1,69 m große Stürmer sollte die Offensiv-Abteilung der Mannschaft von Trainer Ralf Rangnick verstärken, die zu dieser Zeit auf Tabellenplatz 17 stand. Sein Bundesligadebüt feierte Adhemar am 2. Februar 2001 gegen den 1. FC Kaiserslautern. Bei seinem ersten Einsatz wurden die als favorisiert geltenden Pfälzer von der VfB-Elf mit 6:1 besiegt, Adhemar erzielte drei Tore. Im weiteren Verlauf der Rückrunde erzielte der ruhige Torjäger noch weitere vier Treffer in elf Spielen.
In der Folgesaison bestritt Adhemar zwar unter Felix Magath, ab Februar 2001 Rangnicks Nachfolger auf dem VfB-Cheftrainerposten, 28 Bundesligaspiele für den VfB, davon aber nur zwei über 90 Minuten und konnte bei lediglich zwei erzielten Treffern nicht mehr an seine zuvor gezeigten Leistungen anknüpfen. Kurz nach Beginn der folgenden Spielzeit kehrte er wieder in seine brasilianische Heimat zurück.
Adhemar spielte zunächst auf Leihbasis wieder für den brasilianischen Club São Caetano, mit dem er in der erstklassigen Série A antrat. Hier war er bis zum Jahresende 2002 in 21 Spielen neunmal als Torschütze erfolgreich. Nach seiner festen Verpflichtung blieb er bis Sommer 2006 beim Klub, abgesehen von kurzen Stippvisiten beim koreanischen Klub Seongnam Ilhwa Chunma und Yokohama F. Marinos in Japan. 2012 war nochmal kurz beim Serrano Football Club angestellt, der Klub schied allerdings aus der Staatsmeisterschaft aus, bevor er zu einem Einsatz kommen konnte.

## American Football
2006 kam ein Manager der Tampa Bay Buccaneers, einem traditionellen NFL-Team, auf Adhemar zu, um diesen ein Angebot als Kicker in dem Team zu unterbreiten. Er bestritt einige Tests für das Franchise. Bei Field Goal Versuchen traf er aus 50 Yards neun von zehn Mal. Aufgrund Visaproblemen kam es aber zu keiner Verpflichtung.
Im Jahr 2016 bestritt er ein Spiel für die São Caetano Blue Birds, dem American-Football-Team von AD São Caetano, gegen die Corinthians Steamrollers. In diesem erzielte er drei Field-Goals für das Team in der Campeonato Paulista.

## Sonstiges

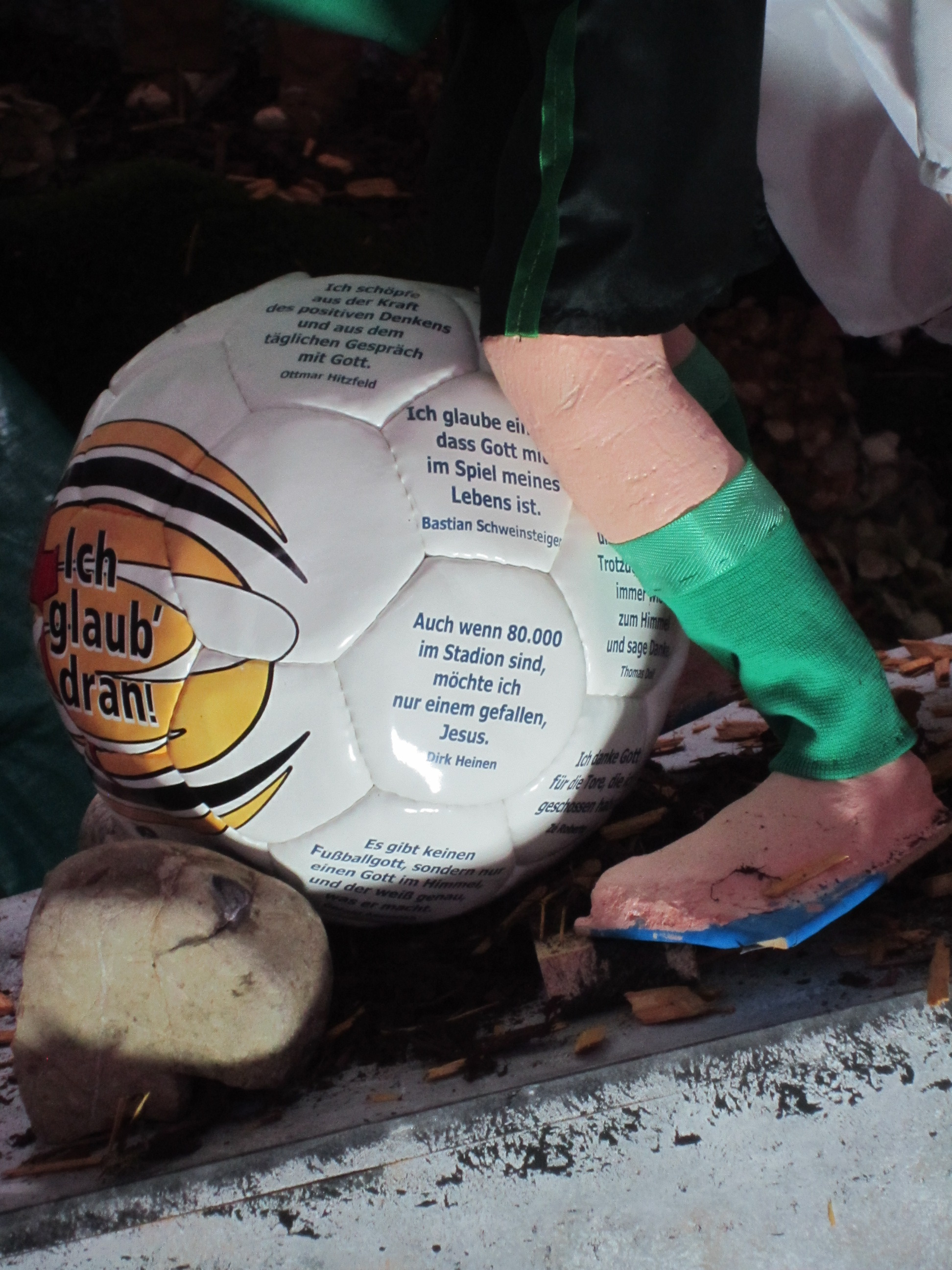
Detail einer modernen Weihnachtskrippe in Heidelberg – Auf dem Fußball ist auch ein Zitat Adhemars zu lesen

Auf einem speziell für die Fußball-Weltmeisterschaft 2006 hergestellten, international zugelassenen Turnierfußball aus fairer Produktion ist Adhemars Aussage zu lesen: „Die Entscheidung, mit Jesus zu leben, war das wichtigste Tor meines Lebens.“ Er war 2014 in einer modernen Weihnachtskrippe in der Jesuitenkirche Heidelberg zu sehen.